# Tylopoda
I tilopodi (Tylopoda) sono un gruppo (sotto ordine) di mammiferi artiodattili erbivori, i cui rappresentanti attuali sono raggruppati nella famiglia dei camelidi (Camelidae).
A questo gruppo appartengono specie poco rappresentate a livello selvatico in natura, ma al contrario molto allevate in cattività come mezzi di trasporto o per la produzione di lane pregiate.  In natura sono organizzati in gruppi familiari e prediligono zone estreme, quali deserti, steppe ed altitudini molto elevate, per sfuggire alla pressione predatoria dei grandi carnivori, più scarsi in quegli ambienti.
Il nome Tylopoda deriva dal greco e significa "piedi gonfi", con riferimento ai cuscinetti morbidi posti nelle dita dei cammelli e dei lama. Al contrario dei ruminanti tipici, infatti, i camelidi non hanno veri e propri  zoccoli ma delle unghie.  Appoggiano sul terreno l’ultima e la penultima falange del terzo e quarto dito, anziché solo la punta dell’ultima. Il cuscinetto calloso posteriore agevola loro la deambulazione su terreni sabbiosi ed aridi. 
Molte famiglie di tilopodi estinti, tuttavia, erano sprovvisti di questa caratteristica. 
Inoltre, anche se sminuzzano il cibo rigurgitando un bolo predigerito, ossia ruminando, sono privi del terzo stomaco, l’omaso, tipico dei Ruminanti.
Tra le famiglie estinte, da ricordare quella degli xifodontidi (Xiphodontidae) europei, come Dichodon, e quella degli oromericidi (Oromerycidae) nordamericani, quest'ultima vicina all'origine dei veri cammelli; un tipico rappresentante di quest'ultima famiglia era Protylopus, un animale molto piccolo e primitivo. Altri gruppi variamente attribuiti ai tilopodi comprendono i cainoteri (simili a conigli), gli anoploterioidi, gli oreodonti e i protoceratidi. 

## Tassonomia
- Ordine Cetartiodactyla
  - Sottordine Tylopoda
    - Superfamiglia †Anoplotherioidea
      - Famiglia †Anoplotheriidae
      - Famiglia †Dacrytheriidae
      - Famiglia †Cainotheriidae?

    - Superfamiglia †Merycoidodontoidea
      - Famiglia †Merycoidodontidae
      - Famiglia †Agriochoeridae

    - Famiglia Camelidae: cammelli, dromedari e lama (6 specie)
    - Famiglia †Oromerycidae
    - Famiglia †Xiphodontidae
    - Famiglia †Choeropotamidae?
    - Famiglia †Protoceratidae?